# Ein Geheimnis
Ein Geheimnis (Originaltitel: Un secret) ist ein französisches Filmdrama von Claude Miller aus dem Jahr 2007. Das Drehbuch zum Film über ein Familiengeheimnis aus der Zeit der Shoa und damit einhergehende Schuldgefühle entstand auf der Grundlage des gleichnamigen autobiografischen Romans (2004) von Philippe Grimbert. Der Film war für elf Césars nominiert und wurde 2008 vom US-amerikanischen National Board of Review zu den fünf besten ausländischen Filmen des Jahres gezählt.

## Handlung
François Grimbert wird als Sohn jüdischer Eltern geboren. Zu sehen ist er in verschiedenen Phasen seines Lebens: als siebenjähriger Knabe, im Alter von 14 Jahren und als 37-jähriger Erwachsener. Er ist der Sohn von Maxime Grimbert, dessen Vorfahren eigentlich Grinberg hießen, und von Tania. Beide Eltern sind sportbegeistert: Mutter Tania ist eine hervorragende Schwimmerin, Vater Maxime ein Turner und ehemaliger Ringer. François hingegen ist ein schmächtiger Junge, der mit Sport nichts anfangen kann, in der Schule dafür in den anderen Fächern zu den Besten seiner Klasse gehört. Er erfindet sich einen imaginären Bruder Paul, der furchtloser und stärker ist als er.
Vater Maxime hatte 1936 Hannah Stirn geheiratet. Bei der jüdischen Hochzeitsfeier waren Hannahs Eltern, ihr Bruder Robert Stirn mit seiner Frau Tania, das Ehepaar Esther und Georges sowie Louise, eine enge Freundin der Familie, anwesend. Maxime und Hannah bekommen den Sohn Simon, der bei sportlichen Übungen glänzt und dafür – zur Freude seines Vaters – eine Auszeichnung erhält. Bei Ausbruch des Zweiten Weltkriegs werden Maxime und Tanias Mann Robert zur französischen Armee eingezogen. Robert gerät in deutsche Kriegsgefangenschaft und wird in einem Lager in Schlesien festgehalten. Maxime hingegen kann nach der Niederlage Frankreichs 1940 zu Hannah und Simon nach Paris zurückkehren.
Als zu Hannahs Geburtstag neben ihren Eltern auch Tania zu Besuch kommt, versucht Maxime, mit ihr zu flirten. Die sensible Hannah bemerkt Maximes Annäherungsversuche bei Tania, ist darüber verstört und bricht in Tränen aus. Tania wiederum gibt Maxime unmissverständlich zu verstehen, dass er bei ihr damit keine Chance habe.
Auf Anordnung der deutschen Besatzer werden französische Juden ins Deutsche Reich deportiert. Geschäfte, deren Inhaber Juden sind, werden von ihren Kunden zusehends gemieden. Hannah will ihre Eltern besuchen und findet deren Wohnung verlassen und versiegelt vor. 1942 beschafft sich die Familie falsche Papiere mit neuen, nicht-jüdischen Namen und entschließt sich, in den noch nicht besetzten Teil Frankreichs überzusiedeln. Maxime und Georges nehmen als erste den Zug nach Süden; Esther, Louise, Hannah und Simon sollen so bald wie möglich folgen.
In Saint-Gaultier an der Creuse werden Maxime und Georges von Oberst Béraud freundlich willkommen geheißen und in sein Haus aufgenommen. Auch Tania trifft bald in Saint-Gaultier ein. Als die noch in Paris Zurückgebliebenen gepackt haben und abreisebereit sind, will Hannah nicht mitreisen: sie müsse in Paris bleiben, damit ihre Eltern eine Bleibe hätten, wenn sie zurückkämen. Simon aber besteht darauf, den Zug zu nehmen, und schließlich geht Hannah widerstrebend mit.
In einem ländlichen Gasthof, zwei Kilometer vor der Demarkationslinie, die den besetzten vom unbesetzten Teil Frankreichs trennt, warten Esther, Louise, Hannah und Simon die Dunkelheit ab, in deren Schutz sie die Grenze überqueren wollen. Da erscheinen französische Gendarmen und verlangen ihre Papiere zu sehen. Esther und Louise weisen ihre neuen gefälschten Papiere vor, die vom kontrollierenden Gendarm widerspruchslos akzeptiert werden. Die verstörte Hannah aber zeigt ihm neben dem neuen auch ihren alten Pass, der sie als Jüdin ausweist, und sagt ihm, dass Simon ihr Sohn sei. Daraufhin nehmen die Gendarmen sie und Simon mit und bringen beide in einem Lastwagen fort.
Als Esther und Louise in Saint-Gaultier ankommen, berichtet Louise Maxime, was geschehen ist, bezeichnet Hannahs Verhalten aber als Unbedachtheit, nicht als gewollte Tat. Maxime ist völlig konsterniert. Tania legt ihm aus Empathie die Hand auf die Schulter und wird dabei von Esther beobachtet, die auf diese Geste empört reagiert. Ihr Mann Georges und Louise beschwichtigen sie, die beiden hätten nichts Böses getan. Zu einem späteren Zeitpunkt trifft Maxime im Wald am Flussufer auf Tania, die im Fluss schwimmen war. Tania, seit Jahren von ihrem Mann Robert getrennt, nähert sich Maxime, und beide küssen sich leidenschaftlich. Am Abend geht Maxime in ihr Zimmer, und Tania empfängt ihn mit offenen Armen.
Als die Familie nach Ende der Besatzungszeit wieder zurück in Paris ist, erfährt Tania, dass ihr Mann Robert im Gefangenenlager an Typhus gestorben ist. Maxime wiederum weiß inzwischen mit Gewissheit, dass Hannah, Simon und Hannahs Eltern deportiert wurden. Tania und Maxime brauchen Zeit, bis sie sich zu einem gemeinsamen Leben entschließen können und heiraten. 1948 wird schließlich ihr gemeinsamer Sohn François geboren.
Über die Ereignisse während der Besatzungszeit wird danach in der Familie Stillschweigen bewahrt, und auch die Namen der damals verschwundenen Familienmitglieder werden nicht mehr ausgesprochen. François verbringt von klein auf viel Zeit bei der Nachbarin Louise, die selber keine Kinder und keinen Mann hat. Im Frühling 1962 sieht er zusammen mit Klassenkameraden einen Holocaust-Film, in dem Leichen und Massengräber aus einem Konzentrationslager gezeigt werden. Ein Mitschüler provoziert François mit einer abschätzigen Bemerkung über Juden, worauf dieser ihn brutal verprügelt. Louise gegenüber gesteht François, er habe den Mitschüler in diesem Moment töten wollen.
Nun erst bricht Louise das Gebot, nicht über die Zeit der Besatzung zu reden. Nach und nach erzählt sie François, was damals geschehen ist, dass sein Vater schon einmal verheiratet war und einen Sohn namens Simon hatte. Sie berichtet auch, dass Jüdinnen und Juden damals auf ihre Kleider den gelben Stern mit der Aufschrift „Juif“ zur sichtbaren Kennzeichnung aufnähen mussten. Maxime habe sich aber geweigert, diesen Stern zu tragen, und ihn auch vom Jackett seines Sohns Simon entfernt.
1985 sucht der jetzt 37-jährige François den Historiker Serge Klarsfeld auf, um Klarheit über das Schicksal der von den Nazis deportierten Familienmitglieder zu erhalten. Klarsfeld eröffnet ihm, dass Hannah und Simon ins Konzentrationslager Auschwitz gebracht und dort am Tag nach ihrer Ankunft vergast wurden. François überbringt diese Nachricht seinem alt gewordenen Vater Maxime. Als dieser mit seinem Hund spazieren geht, sich aber weigert, ihn anzuleinen, wird der Hund überfahren und stirbt. Dieser Verlust trifft Maxime schwer, und er meint, es sei alles seine Schuld. François widerspricht und erklärt ihm, er sei schuld am Tod seines Hundes, nicht aber am Tod von Hannah und Simon; dafür sei allein der Hass der Nazis verantwortlich.

## Hintergrund

### Millers Bezug zur Vorlage
Regisseur Claude Miller (1942–2012), der wie der Autor der literarischen Vorlage, Philippe Grimbert, einem säkularen jüdischen Kleinbürgertum entstammte, fühlte sich von der Thematik des Films persönlich angesprochen. Die meisten seiner Verwandten hätten den Holocaust nicht überlebt, was ihn als Kind und Teenager traumatisch verfolgt habe, aber in seinen bisherigen Filmen nicht thematisiert worden war. In der Adaption von Grimberts Roman sah er daher eine Gelegenheit, auch seine eigene Familie und ihre Geschichte zu würdigen und gleichzeitig die Opfer des Nationalsozialismus nicht nur als solche, sondern auch als Menschen mit Liebesgeschichten und Leidenschaften darzustellen.
Auch wie der Roman die Entstehung eines regelrechten Kults um den Körper, die körperliche Schönheit und den Sport in den 1930er Jahren beschreibt, habe Miller aus soziologischer Sicht sehr interessiert.

### Farbkonzept
Miller bediente sich Farbcodes, um die verschiedenen Zeitebenen im Film abzugrenzen. Unüblicherweise wählte er Schwarzweiß für die Szenen, die in der Gegenwart spielen, während die Vergangenheit in Farbe inszeniert wurde. Damit orientierte sich der Regisseur laut eigener Aussage unbewusst am Aufbau des Romans, in dem die Gegenwart in der Vergangenheitsform und die Vergangenheit in der Gegenwartsform erzählt wird.

### Besetzung
Mathieu Amalric, der im Film den erwachsenen François in den Schwarzweißszenen der Gegenwart verkörperte und als Erzähler aus dem Off fungierte, und Cécile de France, die sowohl in den Rückblenden als auch in der Gegenwart seine Mutter Tania spielte, waren ein Jahr zuvor auch in Xavier Giannolis Chanson d’Amour zusammen zu sehen.
Für die Rolle des Maxime entschied sich Miller noch vor dem Schreiben des Drehbuchs für Patrick Bruel, dessen Schauspielkunst ihn in den Filmen Der Preis der Freiheit (1989) und Milch der Zärtlichkeit (2001) tief beeindruckt hatte und dessen Gesicht, laut Miller ein „Babyface“, sehr gut geeignet schien, um Maximes Alterungsprozess (35 bis 70 Jahre) glaubhaft darzustellen.
Die Schauspielerinnen Ludivine Sagnier und Julie Depardieu, im Film Hannah und Louise, hatten zuvor auch in Millers Film Die kleine Lili (2003) mitgespielt. Philippe Grimbert, der Autor der Vorlage, hat im Film eine kleine Rolle als Schleuser.

### Dreharbeiten

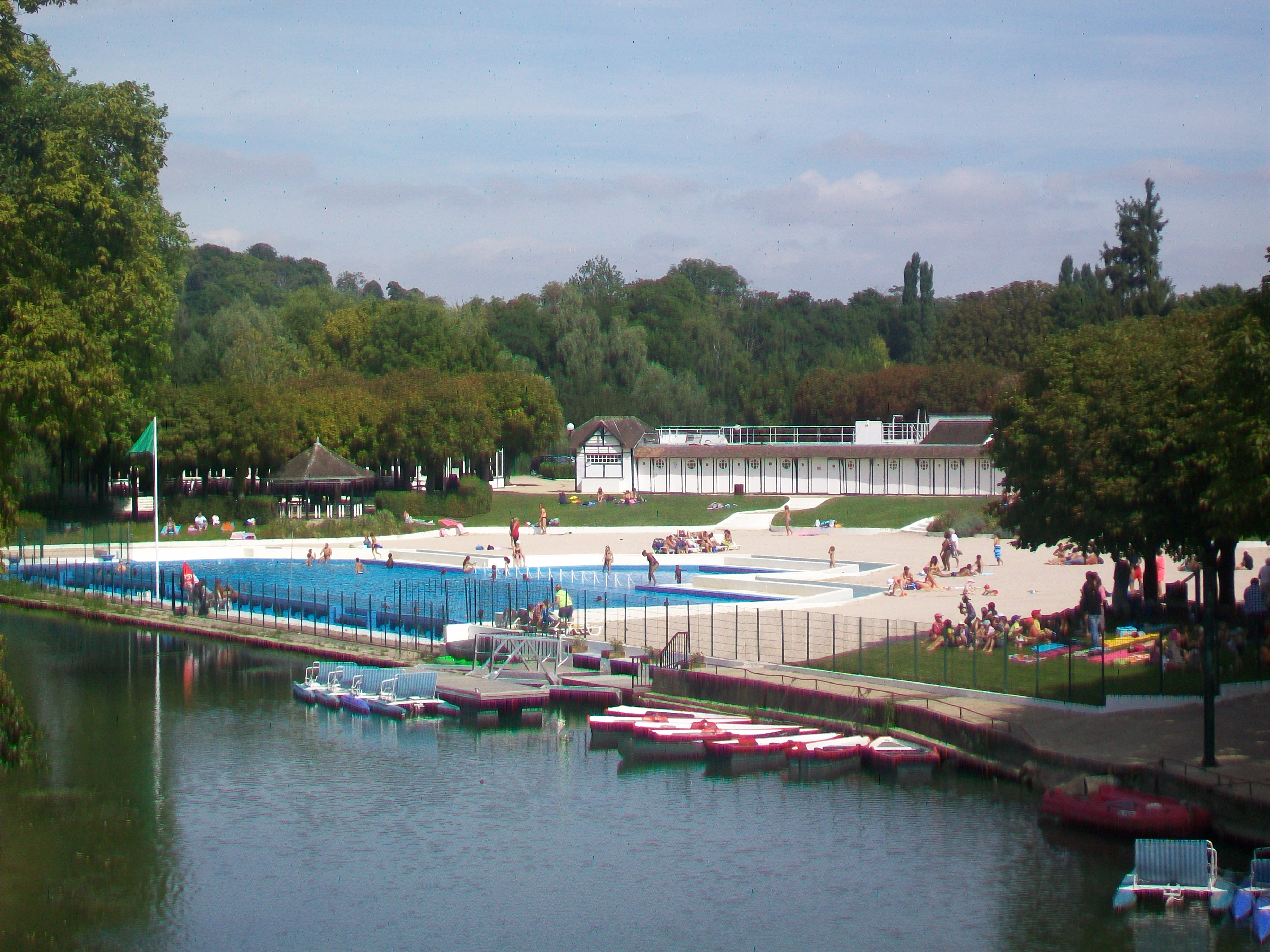
Das Strandbad von L’Isle-Adam, ein Drehort des Films

Die Dreharbeiten fanden ab dem 18. April 2006 statt. Drehorte in Paris waren unter anderem die Kirche St-Vincent-de-Paul (François’ Taufe) mit dem Square Aristide-Cavaillé-Coll (Schwarzweißszenen mit Maxime), der Square de l’Opéra Garnier Jouvet und das Foyer des dortigen Athénée Théâtre Louis-Jouvet (Tanias Arbeit als Mannequin), die Synagoge Chasseloup-Laubat (Maximes und Hannahs jüdische Trauung) sowie das Mémorial de la Shoah (Schlussszene). Weitere Drehorte waren das Strandbad von L’Isle-Adam (Pool- und Strandszenen), die Gemeinde Theuville (Hannahs Festnahme) und die Mühle in Luzarches (Unterkunft in Saint-Gaultier) im Département Val-d’Oise, die Landschaft um Banize, der Bahnhof in Felletin und die „Teufelsrinne“ („Rigole du diable“, Tanias Schwimmszenen im Fluss) im Département Creuse sowie das Rathaus von Montrouge im Département Hauts-de-Seine (Maximes und Hannahs standesamtliche Trauung).
Für das Szenenbild war Jean-Pierre Kohut-Svelko verantwortlich. Die Kostüme entwarf Jacqueline Bouchard. Das Budget des Films lag bei knapp elf Millionen Euro.

## Soundtrack
Neben der Filmmusik von Zbigniew Preisner, die von Klavier, Flöte, Streichern und einem Kinderchor dominiert wird, und jüdischen Gebets- und Hochzeitsgesängen (Adon Olam und Sheva brachot – Nissuin) sind im Film noch weitere Kompositionen und Lieder zu hören:
- Les Valseuses (aus dem Film Die Ausgebufften) von Stéphane Grappelli, gespielt von Laurent Korcia
- Tout ça c’est pour nous von Charles Trenet
- Leibdich, Freilech von Aaron Lebedeff, gesungen von Myriam Fuks und ihrer Tochter Lola Teofanovic
- Java Bien von Eric Gemsa und Marc Fosset
- Génération Musette von Maurice Larcange
- Fin a shtein geboirn, gespielt von Aldo Granato
- Maréchal, nous voilà von André Montagard und Charles Courtioux

Charles Trenets Chanson Tout ça c’est pour nous (dt.: „Das ist alles für uns“), das im Film mehrfach Verwendung fand, war Regisseur Miller auf der Suche nach einem passenden zeitgenössischen Lied besonders aufgefallen. Trenet hatte es während der Besatzungszeit geschrieben und gesungen. Miller sah darin eine „scheinbare Leichtigkeit, die der Härte der Zeit gegenübersteht“, was sinnbildlich sei für die Geschichte des Films über Glück und Unglück.
Preisners Filmmusik wurde im November 2013 von Quartet Records mit zehn Tracks auf CD und digital veröffentlicht – zusammen mit 17 weiteren Tracks von Preisners Musik für den Dokumentarfilm Menachem & Fred (2008).

## Rezeption

### Veröffentlichung
Die Premiere des Films fand am 3. September 2007 auf dem Montreal World Film Festival statt, wo er zusammen mit dem belgisch-niederländischen Beitrag Ben X den Hauptpreis des Festivals, den Grand Prix des Amériques, gewann. Am 3. Oktober 2007 kam Ein Geheimnis in die französischen Kinos, wo rund 1,69 Millionen Zuschauer verbucht werden konnten. Der Kinostart in der Schweiz war am 17. Januar 2008 und in Deutschland am 18. Dezember 2008. Das weltweite Einspielergebnis an den Kinokassen betrug 16,4 Millionen Dollar. Am 27. Januar 2010 wurde der Film vom BR erstmals im deutschen Fernsehen gezeigt. Eine deutsche DVD-Veröffentlichung erfolgte am 24. Juli 2009.

### Kritiken
Für Le Figaro war Ein Geheimnis „sowohl intim als auch historisch, fließend und komplex“ und sei dabei von Claude Miller „mit Feingefühl und Intelligenz“ inszeniert worden. Im Grunde handle der Film von einer klassischen Dreiecksgeschichte, die vor dem Hintergrund der Besatzung und Konzentrationslager jedoch „so fehl am Platz und verstörend, so realistisch“ sei, „dass sie diesen wunderschönen Film zu Höhen führt, die das französische Kino selten mit solcher Einfachheit und Wahrheit erreicht“. Le Parisien attestierte dem Film „eine ultraglamouröse Besetzung“ und Patrick Bruel im Speziellen „eine sehr große Rolle“. L’Express lobte Miller für sein Feingefühl, die wirklich ernsten und schmerzvollsten Momente des Films ohne Musik auskommen zu lassen.
Christina Krisch schrieb in der Kronen Zeitung, dass der Film ein hervorragend besetztes „Filmkleinod“ sei, in dem die Schauspielerinnen de France, Sagnier, Depardieu und der Bond-Bösewicht Amalric glänzten. Georg Seeßlen meinte: „[D]as ist ein Film aus mehreren Filmen, und jeder davon kommentiert die anderen, verändert sie, nimmt ihnen das Konventionelle, das sie für sich vielleicht haben würden.“
Das Lexikon des internationalen Films sprach von einer Buchverfilmung, „die auf mehreren Zeitebenen Erinnerungen und die Verdrängung traumatischer Erlebnisse thematisiert und eindrucksvoll ein verdichtetes, mit Bedeutung aufgeladenes, psychoanalytisch geschultes Familiendrama entwickelt“. Cinema fand, dass Millers Film mit Geschick „seine kleinen und großen Schockmomente“ verteile und ebenso die verschiedenen Zeitebenen wechsle. Entstanden sei „[e]in im besten Sinne anspruchsvoller Film mit beunruhigend schönen Bildern“. „[D]er Film hallt lange nach“ und sei „[k]lug, kompliziert und herzzerreißend“, konstatierte die Fernsehzeitschrift TV Spielfilm.
Variety sah in Ein Geheimnis ein „schönes Drama“ und den besten Film des Regisseurs seit mindestens zehn Jahren. Miller sei in „Topform“ und habe Grimberts umfangreiche Vorlage zu „einem eleganten, überzeugenden Mosaik aus kurzen Szenen“ zusammengefügt. Die Gefühlslagen der vielschichtigen Erzählung würden ohne „melodramatische Schnörkel“ zum Vorschein kommen. Vor allem „die ehebrecherische, erotisch aufgeladene Spannung“ zwischen Cécile de France und Patrick Bruel – obwohl nur durch flüchtige Blicke vermittelt – wirke dabei „lebendig“. Das US-Branchenblatt bezeichnete die Darsteller rundherum als „erstklassig“ und lobte ferner die Produktion, insbesondere Jacqueline Bouchards Kostüme und Gérard de Battistas „reizvolle, bisweilen lyrische“ Kameraarbeit, sowie Véronique Langes behutsamen und prägnanten Schnitt.

### Auszeichnungen
Montreal World Film Festival 2007
- Grand Prix des Amériques (zusammen mit Ben X)

César 2008
- Beste Nebendarstellerin (Julie Depardieu)
- Nominiert in der Kategorie Bester Film
- Nominiert in der Kategorie Beste Regie (Claude Miller)
- Nominiert in der Kategorie Beste Hauptdarstellerin (Cécile de France)
- Nominiert in der Kategorie Beste Nebendarstellerin (Ludivine Sagnier)
- Nominiert in der Kategorie Bestes adaptiertes Drehbuch (Claude Miller, Natalie Carter)
- Nominiert in der Kategorie Beste Kamera (Gérard de Battista)
- Nominiert in der Kategorie Bester Schnitt (Véronique Lange)
- Nominiert in der Kategorie Beste Filmmusik (Zbigniew Preisner)
- Nominiert in der Kategorie Bestes Szenenbild (Jean-Pierre Kohut-Svelko)
- Nominiert in der Kategorie Beste Kostüme (Jacqueline Bouchard)

Film by the Sea Festival 2008
- Nominiert für den Film- und Literaturpreis

Globe de cristal 2008
- Beste Darstellerin (Cécile de France)
- Nominiert in der Kategorie Bester Film
- Nominiert in der Kategorie Beste Darstellerin (Julie Depardieu)

## Deutsche Fassung
Die deutsche Synchronfassung entstand bei der TaunusFilm Synchron in Berlin. Das Dialogbuch schrieb Beate Klöckner, die auch die Dialogregie übernahm.
| Rolle               | Darsteller        | Synchronsprecher  |
| ------------------- | ----------------- | ----------------- |
| Tania               | Cécile de France  | Tanja Geke        |
| Hannah              | Ludivine Sagnier  | Anne Helm         |
| Louise              | Julie Depardieu   | Katrin Zimmermann |
| François (37 Jahre) | Mathieu Amalric   | Olaf Reichmann    |
| François (14 Jahre) | Quentin Dubuis    | Maximilian Artajo |
| Esther              | Nathalie Boutefeu | Silke Matthias    |
| Georges             | Yves Verhoeven    | Uwe Büschken      |
| Joseph              | Sam Garbarski     | Reinhard Kuhnert  |
| Robert Stirn        | Robert Plagnol    | Jaron Löwenberg   |
| Hannahs Mutter      | Myriam Fuks       | Luise Lunow       |
| Serge Klarsfeld     | Éric Godon        | Kaspar Eichel     |